# Santamarina (apellido)
Santamarina es un apellido español surgido alrededor de 500 años atrás, antes del descubrimiento de América. El pueblo de Santa Marina está ubicado en Asturias. Históricamente habitaron el territorio del norte de España. Está ubicado como el 2446º apellido por la cantidad de personas que lo llevan en España.

## Origen
Según algunas fuentes es de origen vasco, aunque otras señalan que es asturiano; la segunda opción es considerada como la más probable.

### Llegada a la Argentina
El linaje familiar de origen gallego perteneciente a la Burguesía terrateniente en Argentina, este linaje fue fundado por Ramón Santamarina, propietario de grandes extensiones de tierras en el sudeste de la provincia de Buenos Aires y en otras provincias de la República Argentina. A partir de la década de 1840, instalado en la ciudad de Tandil, Santamarina comenzó a adquirir tierras a particulares y al Estado provincial. Luego, dedicado a la intermediación comercial, y después de haber acumulado suficiente capital, se ocupó de derivarlo, a partir de 1863, a la inversión rural.

### Los Santamarina en Argentina
La familia Santamarina se ha expandido por uniones matrimoniales con otras familia acaudaladas establecidas en Argentina formado lo cual se denomina hoy día con "el Clan Santamarina" teniendo un despliegue en varias áreas del sector privado y público del país. 
Entre algunos de sus más renombrados miembros se encuentran profesionales, políticos, creadores, escritores, fundadores y personalidades de avanzada los cuales han sido identificados en la una publicación del Instituto Argentino de Ciencias Genealógicas, dando referencias de los siguientes miembros de la familia Santamarina de Argentina:

- Sandra Santamarina
- Pablo Moss Santamarina
- Sebastián Moss Santamarina
- Segundo Moss Santamarina
- Gonzalo José Santamarina
- José Raúl Santamarina
- José Nestor Santamarina
- Alejandro Mujica
- Alejandro Mujica Carabassa
- María Mujica Carabassa
- Cora Muñiz Livingston
- Isabel Murphy O'Farrell
- Felisa Naón Oliden
- Victoria Nazar Jaucourt
- María Teresa Nelson Hunter
- Matilde Nougués Agote
- Camila O'Farrell Alvear
- Cristián O'Farrell Alvear
- Jorge O'Farrell Alvear
- Marcos O'Farrell Alvear
- Sofía O'Farrell Alvear
- Benjamín O'Farrell Avellaneda
- Clara O'Farrell Avellaneda
- Inés O'Farrell Avellaneda
- Isabel O'Farrell Avellaneda
- Javier O'Farrell Avellaneda
- José O'Farrell Avellaneda
- Lucía O'Farrell Avellaneda
- Miguel O'Farrell Avellaneda
- Nicolás O'Farrell Avellaneda
- Victoria O'Farrell Avellaneda
- Dolores O'Farrell Del Piano
- Jorge Eduardo O'Farrell Duncan
- Miguel Bernardo O'Farrell Hope
- Constancia Josefina O'Farrell Ramauge
- Eduardo Obligado
- Silvia Olguin
- Francisco Orfila
- José Carlos Orfila Acevedo
- Juan Manuel Orfila Acevedo
- Práxedes Orfila Acevedo
- Juana Ortiz Basualdo Devoto
- Sebastián Ottonello
- Juan Ottonello Casal
- Pedro Ottonello Casal
- Victoria Ottonello Casal
- Manuel Oyarzun
- Iñaki Oyarzun Pereyra Iraola
- Manuel Santiago Oyarzun Pereyra Iraola
- Magdalena Pacheco Carlés
- Sabrina Pacheco Carlés
- Angel Pacheco Palacio Posse
- Mercedes Pacheco Palacio Posse
- Laura Ángela Pacheco Santamarina
- María Palacio Posse Markous
- Tatiana Palma
- Rafael Pando Carabassa
- Diego Pando Soldati
- María Pía Pando Soldati
- Miguel Alejandro Pando Soldati
- Rafael Pando Soldati
- Santiago Pando Soldati
- Iván Pasman Carabassa
- María Pasman Carabassa
- Santiago Pasman Carabassa
- Santiago Pasman Gassiebayle
- Ana María Pastorino Madarieta
- Patricia Paz Gómez Errázuriz
- María Paz Zuberbühler Bullrich
- Santiago Pereda
- Santiago Pereda Casares
- Horacio Vicente Pereda Girado
- Sandra Perel
- Marcelo Perés
- Josefina Perés García Del Solar
- María Magdalena Perés García Del Solar
- Ximena Pereyra Iraola Bronemberg
- Carolina Pereyra Iraola Casado
- Isabel Pereyra Iraola Casado
- Juan José Pereyra Iraola Casado
- Mariana Pereyra Iraola Casado
- Rosa Angélica Pereyra Iraola Casado
- María Pereyra Iraola Domínguez
- Silvestre Pereyra Iraola Domínguez
- Magdalena María Pereyra Iraola Estrada
- Manuel Santiago Pereyra Iraola Estrada
- María Pereyra Iraola Estrada
- Marta Josefina Pereyra Iraola Estrada
- Máximo Pereyra Iraola Estrada
- Santiago Pereyra Iraola Estrada
- Verónica Pereyra Iraola Estrada
- Santiago Pereyra Iraola Cornejo Costas
- Tomas Pereyra Iraola Cornejo Costas
- Milagros Pereyra Iraola Cornejo Costas
- Mateo Máximo Pereyra Iraola González Allende
- Máximo Fernando Pereyra Iraola González Allende
- Julián Pereyra Iraola Miguelez
- Sebastián Pereyra Iraola Miguelez
- José Ramón Pereyra Iraola O'Farrell
- Marina Pereyra Iraola O'Farrell
- Miguel Simón Pereyra Iraola Santamarina
- Ana Paula Pereyra Iraola Pastorino
- María Cristina Pereyra Iraola Pastorino
- María Luisa Pereyra Iraola Pastorino
- Miguel Mariano Pereyra Iraola Pastorino
- Rodrigo Pereyra Iraola Pastorino
- Ana María Pastorino de Pereyra Iraola
- Peregrina Pastorino de Barrios Lynch
- Mariana Pastorino de Janin
- Lauretta Pastorino
- Rosa Miagro Ritz de Pastorino
- Wenceslao Ritz Pereyra Iraola
- Luis Pastorino
- Guido Bullrich Pastorino
- Antonia Amélia Levieux de Pastorino
- Tomás Pastorino Levieux
- Norma Pastorino Levieux
- Alicia Pastorino Santamarina
- Malvina Pastorino de Sandrini
- Critian Pastorino O'Callahan
- Federico Pastorino Alzaga Santamarina
- Emilio Pereyra Iraola Romero
- María Victoria Pereyra Iraola Romero
- Susana Pereyra Iraola Romero
- María Eugenia Pereyra Iraola Santamarina
- Diego Alejandro Pereyra Iraola Seré
- Sara Rosa Pereyra Iraola Seré
- Sebastián Wenceslao Pereyra Iraola Seré
- Simón Leonardo Pereyra Iraola Seré
- María Luisa Pereyra Iraola Victorica
- Inés Pérez Santamarina
- Alejandro Perlinger
- Diego Perlinger Santamarina
- Luz Perlinger Santamarina
- Sofía Perlinger Santamarina
- Juan Pablo Piccardo
- Juan Pablo Piccardo Clucellas
- Nicolás Piccardo Clucellas
- Josefina Piccardo Clucellas
- Franco Piccardo Clucellas
- Dolores Piccardo Larguía
- Juan Cruz Piccardo Larguía
- Marcos Piccardo Larguía
- Carlos Piccardo Peña
- Mariana Piñero Gayán
- Clara Poccard Derqui
- Manuel Portela Hileret
- Marina Portela Hileret
- Frances Post
- Martín Priani
- Magdalena María Priani Figueroa
- Luis María Pueyrredon Cilley
- Alejandro Pueyrredon Santamarina
- Damasia Pueyrredon Santamarina
- Dolores Pueyrredon Santamarina
- Paula Pueyrredon Santamarina
- María José Pujol
- Sofía Quesada
- Estela Ratti
- Marcela Recondo Beade
- Gloria Rodríguez Alcorta
- Patricia Rodríguez de la Torre Campos
- Alfredo Rodríguez Guevara
- Agustina Rodríguez Guevara Santamarina
- María Rodríguez Guevara Santamarina
- Ivonne Roggero
- Antonio Romano
- Ana Romano Santamarina
- Antonio Romano Santamarina
- Carlos Romano Santamarina
- Francisco Romano Santamarina
- Susana Romero Dubrá
- Diana Ross
- Alejandro Roviralta Escalante
- Alejandro Roviralta Santamarina
- Sofía Roviralta Santamarina
- Elena Ana Saguier Santamarina
- María Julia Salotti
- Silvia Sánchez
- María Rosa Sánchez de la Torre
- María Pía Sánchez Saizar
- Gonzalo Sánchez Sorondo Moreno Bunge
- Delfina Sánchez Sorondo Pereyra Iraola
- Marco Sánchez Sorondo Pereyra Iraola
- Josefina María Magdalena Santamarina Achával
- Juan Ramón Santamarina Achával
- Magdalena Santamarina Achával
- Pablo Santamarina Achával
- Clara Santamarina Ahumada
- Gonzalo Santamarina Ahumada
- Victoria Santamarina Ahumada
- Ángela Santamarina Alduncin
- Elena Santamarina Alduncin
- José Santamarina Alduncin
- Josefa María Santamarina Alduncin
- Ramón Santamarina Alduncin
- Federico Santamarina Álvarez
- Gonzalo Santamarina Álvarez
- María Eugenia Santamarina Álvarez
- Martín Santamarina Álvarez
- Sofía Santamarina Apolloni
- Ernesto Santamarina Arrillaga
- Ezequiel Santamarina Arrillaga
- Agustín Santamarina Bosch
- Angel Santamarina Bosch
- Angel Santamarina Bosch
- Diana Santamarina Bosch
- Diego Santamarina Bosch
- Ernesto Diego Santamarina Bosch
- Ignacio Santamarina Bosch
- José Eduardo Santamarina Bosch
- José Antonio Santamarina
- Enrique Jose Santamarina
- Lucas Fernando Santamarina
- Enrique Santamarina Reis
- Nicolas Santamarina Reis
- Marcos Santamarina Bosch
- Ramón Santamarina Bosch
- Susana Santamarina Bosch
- Eugenia Santamarina Casado
- Teodelina Santamarina Casado
- Clarisa Santamarina Casal
- Laura Santamarina Casal
- Lucía Santamarina Casal
- Nicolás Santamarina Clar
- Paula Santamarina Clar
- Santiago Santamarina Clar
- Sebastián Santamarina Clar
- Alberto Julián Pablo Santamarina Colombres
- Bernardino Santamarina Colombres
- Eduardo Antonio Santamarina Colombres
- Eduardo Antonio Casal Santamarina
- Sofia Dolores Casal Santamarina
- Alejandro Emilio Casal Santamarina
- Elisa Casal Santamarina
- Marcos Casal Santamarina
- Francisco Ramón Casal Santamarina
- Máximo Casal Santamarina
- Ignacio María Casal Santamarina
- Nicolás María Casal Santamarina
- Laura María Casal Santamarina
- Paula María Casal Santamarina
- Antonio Eugenio Ricardo Bernardino Santamarina Carbone
- Carola Santamarina Carbone
- Ana Santamarina Carbone
- Facundo Santamarina Carbone
- Javier Fauzón Santamarina
- Federico Fauzón Santamarina
- Diego Fauzón Santamarina

### Registros de familia Santamarina en el Instituto Argentino de Ciencias Genealógicas[4]
- Familia: Angel Eduardo Justiniano Pacheco Bunge/Josefa Santamarina Irasusta (F2683)
- Familia: Graciano Bartolomé Álvarez Casares/Angélica Fernández Villegas d'Abbondio (F28748)
- Familia: Juan Álzaga Barreto/Carmen Lezica Alvear Ocampo (F2879)
- Familia: Ramón Diego Lezica Alvear Santamarina/Carmen Ocampo Leloir (F2883)
- Familia: Enrique Spangenberg/Juliana Mack Gerhardt (F32397)
- Familia: Jacobo Spangenberg Mack/Luisa Wilkinson Mack (F32398)
- Familia: Emilio Juan de Alvear Quintana/María Elena Santamarina Gastañaga (F3350)
- Familia: Enrique Arturo Campos Menéndez/Helena María de Alvear Santamarina (F3353)
- Familia: Enrique Campos Alvear/Silvia Braun Lasala (F4382)
- Familia: Rómulo Albino Etcheverry Boneo Barrios/María Angélica Álvarez Fernández Villegas (F58891)
- Familia: Nicolás Gándara Silva/Ana Santamarina Irasusta (F6084)
- Familia: Fernando Demaría Madero/Carmen Gándara Rodríguez Larreta (F6123)
- Familia: Jorge Gándara Santamarina/Carmen Rodríguez Larreta Marcó Del Pont (F6124)
- Familia: José María César Speroni/Consuelo Demaría Gándara (F6184)
- Familia: Emilio Simón Pereyra Iraola Santamarina/Susana Romero Dubrá (F6275)
- Familia: José Santamarina Alduncin/Sarah Wilkinson Mack (F6357)
- Familia: Diego Agustín Bullrich Lezica/María Milagros Oromí Frers (F6361)
- Familia: José Alberto Santamarina Gastañaga/María Luisa Alfaro Gómez (F6369)
- Familia: Miguel Simón Pereyra Iraola Santamarina/Ana María Pastorino (F6271)
- Familia: Ignacio Santamarina Bosch/Juana Ortiz Basualdo Devoto (F6507)